# Diphtherocome fasciata
Diphtherocome fasciata är en fjärilsart som beskrevs av Moore 1888. Diphtherocome fasciata ingår i släktet Diphtherocome och familjen nattflyn. Inga underarter finns listade i Catalogue of Life.